# Mangonia uruguaya
Mangonia uruguaya är en kallaväxtart som först beskrevs av Cristóbal Mariá Hicken, och fick sitt nu gällande namn av Josef Bogner. Mangonia uruguaya ingår i släktet Mangonia och familjen kallaväxter. Inga underarter finns listade.